# Araneus yunnanensis
Araneus yunnanensis är en spindelart som beskrevs av Yin, Peng och Wang 1994. Araneus yunnanensis ingår i släktet Araneus och familjen hjulspindlar. Inga underarter finns listade i Catalogue of Life.